# Anolis distichus
Anolis distichus (еспаньйольський стрункий аноліс) — вид ігуаноподібних ящірок родини анолісових (Dactyloidae). Мешкає на Карибах.

## Підвиди
Виділяють одинадцять підвидів:
- Anolis distichus distichus Cope, 1861 — острови Великої Багамської банки[en];
- Anolis distichus biminiensis Oliver, 1948 — острови Біміні[en];
- Anolis distichus dapsilis Schwartz, 1968 — острови Великої Багамської банки;
- Anolis distichus distichoides Rosén, 1911 —  острови Великої Багамської банки, зокрема острів Андрос;
- Anolis distichus floridanus Smith & Mccauley, 1948 — Флорида;
- Anolis distichus juliae Cochran, 1934 — острів Ваш[en];
- Anolis distichus ocior Schwartz, 1968 — острови Рам-Кей[en] і Сан-Сальвадор;
- Anolis distichus patruelis Schwartz, 1968 — Каємітські острови[en];
- Anolis distichus sejunctus Schwartz, 1968 — острів Саона[en];
- Anolis distichus suppar Schwartz, 1968 — крайній захід півострова Тібурон;
- Anolis distichus tostus Schwartz, 1968 — острів Каталіна.

## Поширення і екологія
Еспаньйольські стрункі аноліси мешкають на Гаїті та на сусідніх островах, на Багамських островах та на Флориді. Вони живуть у вологих тропічних лісах, хмарних лісах, соснових лісах, трапляються на плантаціях та в садах. Живляться комахами і рослинністю, на висоті до 3001 м над рівнем моря.